# フィンランドの地方自治体
フィンランドの地方自治体は、クンタ (kunta) と呼ばれる。基礎自治体であるクンタの上には行政区分としてラーニ (lӓӓni、州)が存在したが、これは地方自治体ではなくそれぞれのクンタが直接国と関係を持つ。地方自治体であるクンタは、そのままクンタ（町）あるいは、カウプンキ（市）を名乗るが、法律上では同じ扱いとなる。ラーニは2009年限りで廃止された。

## 地方自治の歴史
1865年から1873年に発せられた政令により、各地方は教会の行政区から独立し、自治体の形を持つようになった。この自治体での選挙権は女性には与えられず、また、男性かつ納税者であっても被用者には与えられなかった。
1917年から1919年にかけ、ロシア帝国から独立した後に施行された地方自治体法では、全ての住民に選挙権が与えられ、1920年末からは農村部を除く市には首長制度が採用された。1948年には市、農村部共に首長制となった。1976年には首長の権限が縮小され、議会の強化が行われた。1990年には住民投票に関する法律が制定され、議会民主主義の他に直接民主主義を行うことが可能となった。1993年、住民サービスの供給と財源が国から自治体へと移され、国による各自治体への指導は、合法かどうかのみを監督するのみとなった。1995年には新たな地方自治体法が施行され、各自治体の裁量の幅がさらに広げられた。

## 地方自治体
地方自治体の最高意思決定機関である地方議会の選挙は4年に1度行われる。この地方議会外部には監査人が置かれる。議会により各政党から理事会 (hallitus、参事会) のメンバーが選ばれる。市町村の首長は期間を区切って議会により決定され、首長は理事会の元で業務を行う。各自治体は地方税額について自由に決めることができ、2010年の全国平均は 18.98％であった。
地方自治体の自治権は憲法により保証されており、中央省庁から地方自治体への職員が出向し統制することは禁じられている。
内務省地方自治局は地方自治体の財政を所管し、税収を基に補助金の算定を行い、また、財政能力の監督を行う。地方自治体への補助金は教育省や、保健福祉省から支出されるが、具体的な予算配分の指示は自治権に触れる為に行われず、ガイドラインを示すことに留まる。
主要な地方自治体の役割として、教育サービス、社会福祉・保健サービス、インフラの維持管理が挙げられる。教育サービスでは、小中学校、高等学校、職業訓練教育に加え、図書館の運営を行う。社会福祉・保健サービスでは、各種福祉サービスや専門家による医療などについて、インフラ維持では、土地活用や道路管理、環境保全に加え、消防救助などの責任を負う。
フィンランドでは人口規模の異なる地方自治体が多く、市町村連合を組むことなどでこれらのサービスの提供を可能としている。しかしながら、社会サービスについては自治体連合が発達しておらず、各自治体単位で行う場合が多い。このため、小規模な自治体では、財政的に社会サービスの提供が困難になる場合もある。これらのサービスの地方格差はとくに過疎地域や高齢者人口の多い自治体で大きい。2000年以降、合併により自治体の数は減少傾向にある。

## 市町村連合
フィンランドの地方自治の特徴に、地方自治体とは別に市町村連合（地方区、自治体組合）の存在が挙げられる。
市町村連合は任意ないし、義務として組まれるもので、教育訓練機関、地域振興、土地利用計画の策定、病院サービスや障碍者福祉などが市町村連合によって維持される。各地方自治体は任意で連合を組みこれらを運営するが、このうち地域振興、病院サービス、障碍者福祉などは市町村連合を組んで行うことが義務とされている。任意で連合が組まれる部分については、これらを他の自治体や民間業者から購入することで参加に替える場合もあり、病院区など、限られた分野でのみ協力する形をとることも多い。
市町村連合には課税権はなく、連合を組む各地方自治体による財政確保が義務とされる。中央政府からの補助金もまた、運営費などに充てられる。市町村連合は議会および、理事会により統治される。この議会の議員は、連合に参加する地方自治体により指名される。